# Jonathan Casillas
Jonathan Casillas (Jersey City, 3 giugno 1987) è un giocatore di football americano statunitense che milita nel ruolo di linebacker per i New York Giants della National Football League (NFL). Al college ha giocato a football a Wisconsin.

## Carriera professionistica

### New Orleans Saints
Dopo non essere stato scelto nel Draft NFL 2009, Casillas firmò coi New Orleans Saints, con cui vinse subito il Super Bowl XLIV in cui recuperò un onside kick nel terzo periodo contro gli Indianapolis Colts. Rimase con la franchigia fino al 2012.

### Tampa Bay Buccaneers
Casillas firmò coi Tampa Bay Buccaneers il 13 marzo 2013. Quell'anno disputò 12 gare prima di subire un infortunio al ginocchio che gli fece chiudere in anticipo la stagione. Il 7 marzo 2014 rinnovò il contratto per un altro anno.

### New England Patriots
Casillas, assieme a una scelta del sesto giro del Draft NFL 2015, fu scambiato coi New England Patriots il 28 ottobre 2014, per una scelta del quinto giro del draft. Con i Patriots giocò 8 partite di stagione regolare e 3 di playoff, vincendo il Super Bowl XLIX contro i Seattle Seahawks.

### New York Giants
Il 10 marzo 2015, Casillas firmò un contratto triennale del valore di 10,5 milioni di dollari con i Giants.

## Palmarès

### Franchigia
- Super Bowl : 2

New Orleans Saints: XLIV
New England Patriots: XLIX
- National Football Conference Championship: 1

New Orleans Saints: 2009
- American Football Conference Championship: 1

2014

## Statistiche
| Partite totali      | 63  |
| Partite da titolare | 18  |
| Tackle              | 166 |
| Sack                | 3,0 |
| Intercetti          | 0   |

Statistiche aggiornate alla stagione 2014